# Aktiengesellschaft der ostgalizischen Lokalbahnen
Die Aktiengesellschaft der ostgalizischen Lokalbahnen (polnisch Wschodnio galicyjskie koleje lokalne – kurz auch Ostgalizische Lokalbahnen) war eine Lokalbahngesellschaft im östlichen Galizien im Kaiserreich Österreich-Ungarn.
Die Aktiengesellschaft wurde zum Zwecke der Erschließung des Ostgaliziens durch Lokalbahnen im Jahre 1895 gegründet und hatte seinen Sitz in Wien.
Die Idee zum Bau der Lokalbahnlinien beruht auf der schlechten Verkehrsanbindung Ostgaliziens, was im Kriegsfalle einen bedeutenden Nachteil bedeutet hätte aber auch für die schlechte wirtschaftliche Lage ein Hindernis war. Somit regte der Staat durch das Gesetz vom 8. April 1893 den Bau mehrerer Strecken von der Staatsbahnlinie Stanislau-Hussjatyn (heute in Teilen als Bahnstrecke Butschatsch–Jarmolynzi erhalten) an.
Daraufhin schlossen sich Grafen Ladislaus Baworowski, Wlodimir Baworowski, Mieczyslaw Dunin-Borkowski, Adam Gołuchowski und Julius Kornytowski zusammen und reichten die Projekte mehrerer Eisenbahnlinien im Osten Galiziens unter dem Namen Ostgalizische Lokalbahnen beim Handelsministerium ein. Sie wurden schließlich am 23. Januar 1894 konzessioniert, es entstanden somit folgende Strecken:
- Lokalbahn Tarnopol–Kopyczyńce (heute Ternopil–Kopytschynzi; Streckenlänge 72,547 Kilometer; Eröffnung am 25. November 1896)
- Lokalbahn Białaczortkowska–Zaleszczyki (heute Bila-Tschortkiwska–Salischtschyky; Streckenlänge 51,038 Kilometer; Eröffnung am 15. November 1898)
- Lokalbahn Wygnanka–Iwanie Puste (heute Horischnja Wyhnanka–Iwane-Puste)
- Strecke Wygnanka–Teresin–Skała (heute Horischnja Wyhnanka–Teressyn–Skala-Podilska; Streckenlänge 42,660 Kilometer; Eröffnung am 15. November 1898)
- Strecke Teresin–Iwanie Puste (Streckenlänge 29,842 Kilometer)
  - Teilstrecke Teresin–Borszczów (Eröffnung am 15. November 1898)
  - Teilstrecke Borszczow–Iwanie Puste (Eröffnung am 1. Dezember 1898)

Die insgesamte Streckenlänge lag somit bei 196,087 Kilometern, die Betriebsabwicklung erfolgte durch die k.k. österreichischen Staatsbahnen, nach dem Ersten Weltkrieg übernahmen die Polnischen Staatsbahnen den Betrieb der Linien, heute werden sie auf Breitspur umgebaut von den Ukrainischen Eisenbahnen/Lwiwska Salisnyzja betrieben.

## Nicht realisierte Erweiterungen
Geplant war eine Verlängerung der Lokalbahn Wygnanka–Teresin–Iwanie Puste von Iwanie Puste nach Okopy nahe der russischen Grenze bei der heutigen Stadt Chotyn.